# Lázaro Cárdenas (Yajalón)
Lázaro Cárdenas es una localidad del estado mexicano de Chiapas. Es parte del municipio de Yajalón.

## Toponimia
El nombre de la localidad rinde homenaje a Lázaro Cárdenas, presidente de México de 1934 a 1940.

## Demografía
| Gráfica de evolución demográfica |
|                                  |

| Censo | Población |
| ----- | --------- |
| 1940  | 176       |
| 1950  | 238       |
| 1960  | 328       |
| 1970  | 347       |
| 1980  | 452       |
| 1990  | 704       |
| 2000  | 862       |
| 2010  | 1 151     |
| 2020  | 1 414     |